# Lenny (nouvelle)
Pour les articles homonymes, voir Lenny.
Lenny (titre original : Lenny) est une nouvelle de science-fiction d'Isaac Asimov.

## Publications
La nouvelle est publiée pour la première fois en janvier 1958 dans Infinity Science Fiction.
Elle est disponible en France dans le recueil Un défilé de robots et Nous les robots.

## Résumé
À la suite d'une erreur de programmation, un robot de classe L-N-E, bientôt appelé Lenny, est déficient mental. Il ne pourra jamais accomplir le travail prévu d'extraction de bore sur les mines de Saturne. 
Susan Calvin souhaite examiner ce robot déficient, et pourquoi pas, l'éduquer.
Mais quelques jours après, Lenny agresse un ingénieur de la société US Robotics et lui casse un bras. Y a-t-il eu violation de la Première loi de la robotique, selon laquelle un robot ne doit jamais faire de mal à un humain ?
Susan Calvin va enquêter et découvrir que Lenny, en fait, avait été initialement agressé par l'ingénieur. Or le robot, de par sa déficience même, ignorait qu'il pouvait causer du mal à l'humain. Pour lui, il n'y a pas eu blessure, et donc pas violation de la Première loi. Lenny a subjectivement agi dans un cas de « légitime défense », avec application de la Troisième loi de la robotique (préservation par le robot de sa sécurité).
Puis Susan Calvin explique que son intérêt pour Lenny est d'ordre stratégique. Jusqu'à présent, on n'a créé des robots que pour des tâches spécifiques : les robots sont « mono-usage ». Ne serait-il pas possible de créer des robots intégrant un circuit primaire tel qu'il existe actuellement, mais aussi un circuit secondaire d'apprentissage, permettant au robot d'acquérir de nouvelles connaissances et de réaliser de nouvelles tâches ? La prochaine génération de robots pourrait être celle des robots « multi-usages », donc polyvalents, ce qui ouvre la voie à des possibilités de recherche infinies ! Ses recherches avec Lenny lui ont permis de découvrir qu'on peut effectivement éduquer un robot.
Peu après, les collègues de Susan la voient s'occuper de Lenny et lui remettre une babiole en ferraille qui ressemble étrangement à un hochet. Puis ils entendent Lenny appeler Susan « maman ». La dernière phrase de la nouvelle est la suivante : « Et l'on entendit les pas précipités de Susan Calvin qui se hâtait à travers le laboratoire, vers le seul genre de bébé qu'il lui serait jamais donné de posséder ou d'aimer ».